# توني أنغيل
توني أنغيل (بالإنجليزية: Tony Angell)‏ هو فنان أمريكي، ولد في 15 نوفمبر 1940 في لوس أنجلوس في الولايات المتحدة.